# Operation Tumbler–Snapper
Operation Tumbler-Snapper var en serie amerikanska kärnvapenprov utförda 1952 vid Nevada National Security Site. Målet med testerna var att undersöka den effekt som kärnvapen har på sin omgivning. Operationen var uppdelad i två delar, Tumbler och Snapper. I samband med testerna skedde militärövningen Desert Rock IV. Föregående test var Operation Buster-Jangle.  
Testet "George" är det enskilda test av alla amerikanska kärnvapentester som har gett den största kontaminationen som drabbat civila. Av all radioaktiv exponering som skett till följd av de 1 032 kärnvapentest som utförts av USA så står testet "George" ensamt för 7% av den totala exponeringen. 

## Kärnvapenprov
| Nr                                        | Namn av test | Bombtyp            | Planerat datum | Faktiskt datum | Lokal tid | NNSS:s Testområde | Typ      | Explosionskraft (kt) | Molnhöjd (feet) |
| ----------------------------------------- | ------------ | ------------------ | -------------- | -------------- | --------- | ----------------- | -------- | -------------------- | --------------- |
| 1                                         | "Able"       | Mark 4 (atombomb)  | 1 april 1952   | 1 april 1952   | 9:00      | Area 5            | Flygbomb | 1                    | 793 (242 m)     |
| 2                                         | "Baker"      | Mark 4 (atombomb)  | 15 april 1952  | 15 april 2952  | 9:30      | Area 7            | Flygbomb | 1                    | 1 109 (338 m)   |
| 3                                         | "Charlie"    | Mark 4 (atombomb)  | 22 april 1952  | 22 april 1952  | 9:30      | Area 7            | Flygbomb | 31                   | 3 447 (1 050 m) |
| 4                                         | "Dog"        | Mark 7 (atombomb)  | 29 april 1952  | 1 maj 1952     | 8:30      | Area 7            | Flygbomb | 19                   | 1 040 (317 m)   |
| 5                                         | "Easy"       | Mark 12 (atombomb) | 6 maj 1952     | 7 maj 1952     | 4:15      | Area 1            | Bombtorn | 12                   | 300 (91 m)      |
| 6                                         | "Fox"        | Mark 5 (atombomb)  | 25 maj 1952    | 25 maj 1952    | 4:00      | Area 4            | Bombtorn | 11                   | 300 (91 m)      |
| 7                                         | "George"     | Mark 5 (atombomb)  | 1 juni 1952    | 1 juni 1952    | 3:55      | Area 3            | Bombtorn | 15                   | 300 (91 m)      |
| 8                                         | "How"        | Mark 12 (atombomb) | 5 juni 1952    | 5 juni 1952    | 3:55      | Area 2            | Bombtorn | 14                   | 300 (91 m)      |
| Referens: Defense Threat Reduction Agency |              |                    |                |                |           |                   |          |                      |                 |